# 村上学園高等学校
村上学園高等学校（むらかみがくえんこうとがっこう）は、香川県丸亀市にある私立の通信制高等学校。

## 概要
- 設置主体の学校法人村上学園は、2016年10月に学校法人高松高等予備校から改称。
- 校長は予備校講師・元衆議院議員の林省之介。
- 高松高等予備校丸亀校で運営していた愛媛県の未来高等学校のサポート校の高予備高等学院を前身に設立、2012年に自前の通信制高校に転換。
- 校舎は旧高松高等予備校丸亀校を使用する。高松校は高松高等予備校亀井町ビル2・4階に入居していた[1]。
- 出願資格は香川県・岡山県在住者に限られる。

## 沿革
- 2009年4月 - サポート校「高予備高等学院」を開校。
- 2012年3月 - サポート校「高予備高等学院」を閉校。（未来高等学校との提携を終了）
- 2012年4月 - 「学校法人高松高等予備校 村上学園高等学校」を開校。
- 2020年4月 - 高松市の高松高等予備校亀井町ビル内に高松校舎を開校。
- 2023年4月 - 高松校舎が高松高等予備校の斜め向かいの旧セシール第3ビルに移転。

## 設置課程
- 通信制課程
- 普通科
  - 週5回進学コース
  - 週5回総合コース
  - 週3回コース
  - 隔週（月2回）コース

## 交通アクセス
- 丸亀本校：四国旅客鉄道丸亀駅から徒歩5分。
- 高松校：高松琴平電気鉄道花園駅から徒歩7分。